# 克林顿 (犹他州)
克林顿（英文：Clinton），是美国犹他州戴维斯县下属的一座城市。建市于 1870s年，面积大约为5.85平方英里（15.2平方公里），海拔约为4,393英尺（1,339米）。根据2010年美国人口普查，该市有人口20,426人。